# Президент Эфиопии
Президент Эфиопии — глава государства Федеративная Демократическая Республика Эфиопия.

## История
Должность президента Эфиопии была создана в 1987 году после отмены в 1975 году монархии в этой стране. 
 Прокоммунистические военные, захватившие власть в стране, согласно новой конституции Эфиопии 1987 года провозгласили её Федеративной Демократической Республикой Эфиопия. 
 Первым президентом Эфиопии стал Менгисту Хайле Мариам, который сосредоточил в своих руках всю полноту власти. Была установлена  президентская республика. 
 Однако в мае 1991 года его режим был свергнут. В 1995 году вступила в силу новая конституция Эфиопии, согласно которой президент страны избирается парламентом страны сроком на 6 лет, не менее двух раз, а также сменилась форма правления.
 Эфиопия парламентская республика, полномочия главы государства ограничены, по большей части отыгрывают символическую роль. Реальной властью обладает премьер-министр страны.